# 瓦尔特·弗伦茨
瓦尔特·弗伦茨（德語：Walter Frentz，1907年8月21日—2004年7月6日）是一位德国摄影师、电影制片人、电影摄影师，曾参与大量纳粹德国政治宣传工作。
在纳粹德國时期，他曾担任导演莱尼·里芬斯塔尔的摄影师；1939-1945年间，他曾密切参与为纳粹德国高层领导人摄影、录影工作。战争末期，他曾身在元首地堡，最终于4月24日离开。